# ريكي ويلسون (كرة سلة)
ريكي ويلسون (بالإنجليزية: Ricky Wilson)‏ مواليد 16 يوليو 1964 في هامبتون، هو لاعب كرة سلة أمريكي سابق. بدأ مسيرته الاحترافية في سنة 1986. تم اختياره من قبل فريق شيكاغو بولز خلال الدرافت. حمل الرقم 15. يبلغ طوله 6 قدم 3 بوصة (1.9 م). اعتزل اللعب في 1994. لعب مع بروكلين نتس وسان أنطونيو سبرز.

## روابط خارجية
- ريكي ويلسون على موقع إن بي أي (الإنجليزية)
- ريكي ويلسون على موقع سبورتس رفرنس (الإنجليزية)
- ريكي ويلسون على موقع كلية كرة السلة في سبورتس رفرنس.كوم (الإنجليزية)
- ريكي ويلسون على موقع ريلجم (الإنجليزية)
- ريكي ويلسون على موقع بروبوليرز (الإنجليزية)